# ПРВ-10
ПРВ-10 «КОНУС» (индекс ГРАУ — 1РЛ12) — первый советский радиовысотомер. Стоял на вооружении бывших стран Организации Варшавского договора.

## История
В 50-х годах прошлого века, в период формирования радиотехнических войск, остро встал вопрос определения 3-й координаты — высоты. Разработкой новой РЛС занялось ОКБ-588 МГСНХ. В 1956 году новая РЛС ПРВ-10, созданная на базе РЛС Тополь-2, успешно прошла государственные испытания и была принята на вооружение. В 1957 году РЛС была модернизирована и получила индекс М (ПРВ-10М).

## Назначение
Подвижный радиовысотомер ПРВ-10 предназначен для работы в качестве средства измерения высоты в составе различных дальномеров.

## Состав
Высотомер выполнен в подвижном варианте. В состав высотомера входят:
- Кабина № 1 — приемо-передающая кабина.
- Кабина № 2 — электростанция АД-30. В части кабины, отгороженной перегородкой, размещался шкаф индикатора высоты.
- Кабина № 3 — резервная электростанция АД-30.

## Технические характеристики
| Характеристики ПРВ-10              | Характеристики ПРВ-10 |
| ---------------------------------- | --------------------- |
| Частотный диапазон                 | 10 см                 |
| Импульсная мощность                | 1 МВатт               |
| Максимальная дальность обнаружения | 180–200 км            |